# Narcis (mitologie)
Narcis, potrivit legendei, era un tânăr frumos, fiul nimfei Liriope și al lui Cephios (Cephissus), personificarea râului beoțian cu același nume. 

## Mitologie
Deși era înconjurat de dragostea și admirația celor care îl întâlneau, Narcis rămânea indiferent la atențiile și propunerile amoroase. De frumosul tânăr s-a îndrăgostit nebunește nimfa Echo, însă și ea a fost respinsă și s-a stins de durere, văzând că dragostea ei nu era împărtășită. Nemesis hotărăște să îl pedepsească pe Narcis, făcându-l să își vadă chipul în apa unui izvor. Tânărul s-a îndrăgostit de acea imagine, murind de durere, fiindcă nu ajungea la tânărul din apă.

## Alte versiuni
Alte versiuni relatează că Narcis avea o soră geamănă, Narcisa, care se înecase într-un lac. Într-o zi, acesta voia să bea apă dintr-un izvor; reflecția chipului său îl face să creadă că Narcisa se uită la el. Astfel el moare de durere lângă apă, deoarece nu ajunge la sora lui. Deznodământul este același: Narcis moare, nimfele îl jelesc și trupul lui se transformă în floarea numită narcisă.